# Benno Ohnesorg
Benno Ohnesorg (Hannover, 15 ottobre 1940 – Berlino Ovest, 2 giugno 1967) è stato un attivista tedesco.
È noto alle cronache perché vittima di una morte violenta, quando, da studente universitario, rimase ucciso mentre partecipava a una manifestazione a Berlino Ovest.

## La morte
Il 2 giugno 1967 Ohnesorg partecipò ad una manifestazione di protesta tenutasi presso la Deutsche Oper a Berlino Ovest. La manifestazione era diretta contro la visita dello Scià di Persia Mohammad Reza Pahlavi, il quale quella serata stava assistendo a Il flauto magico di Mozart. In quei tempi lo Scià veniva considerato come un rappresentante della "politica imperialista americana", impiegata tra l'altro nella guerra del Vietnam. Fu la prima ed unica manifestazione politica a cui Ohnesorg partecipò.
La protesta divenne violenta dopo alcune provocazioni da parte degli agenti dello Scià e della polizia. I manifestanti furono quindi dispersi nelle strade laterali. Nella confusione, nel cortile dell'indirizzo Krumme Strasse 66, Karl-Heinz Kurras, un poliziotto in borghese, sparò ad Ohnesorg a bruciapelo. Ohnesorg morì prima di poter essere operato in ospedale.
Subito dopo l'assassinio, la polizia cercò di coprire l'agente Kurras, dichiarando che era stato aggredito e quindi costretto a sparare per potersi difendere. Kurras fu assolto da tutte le accuse in due diversi processi.
Ohnesorg era uno studente di letteratura romanza e tedesca. Era sposato e sua moglie era incinta del loro primo figlio.

## Eredità

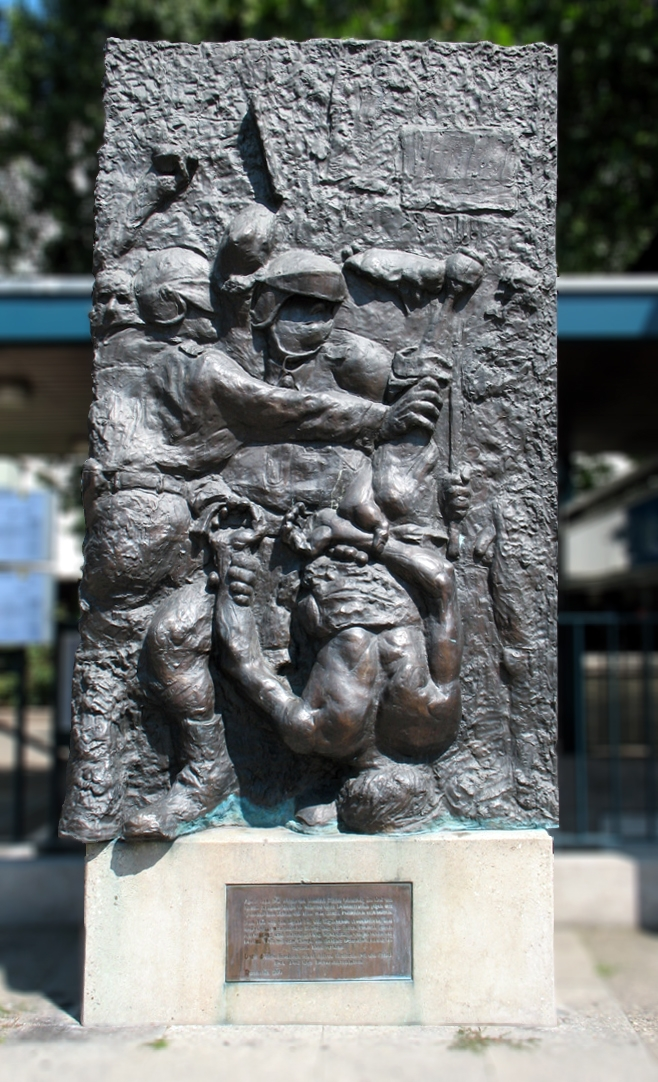
Der Tod des Demonstranten ("La morte del manifestante"): rilievo di Alfred Hrdlicka, presso l'Opera di Berlino, in memoria dell'assassinio

La sua morte servì come punto di incontro per la sinistra e il Movimento 2 giugno (Bewegung 2. Juni) prese il nome dal giorno della sua morte. Il movimento studentesco della fine degli anni 1960 si ingrandì e in parte si radicalizzò dopo la morte di Ohnesorg, influenzando un gran numero di politici tedeschi, che allora erano adolescenti o ventenni.
La Lega tedesca degli studenti socialisti proclamò scioperi, manifestazioni e proteste che bloccarono scuole ed università di tutta la Repubblica Federale. La forza dimostrata era ben superiore al numero degli iscritti che non superò mai, neanche al culmine, nel 1968, i 2500 membri. Alcuni storici dichiarano che la sua morte diede vita agli attentati della Rote Armee Fraktion.
Accanto alla Deutsche Oper di Berlino sorge un monumento progettato dallo scultore austriaco Alfred Hrdlicka, con lo scopo di ricordare l'uccisione di Ohnesorg. Nel dicembre 2008, le autorità comunali hanno ufficialmente inaugurato un pannello commemorativo sul marciapiede davanti alla casa dove è stato ucciso Ohnesorg. Il pannello è in lingua tedesca ed inglese.
Ad Hannover, sua città natale, gli è stato dedicato un ponte sul fiume Ihme.

### Film
Nell'introduzione del film Der Baader Meinhof Komplex (La banda Baader Meinhof) del 2008, viene mostrata la morte di Ohnesorg, interpretato da Martin Glade.

## Nuove prove
Solamente dopo più di quarant'anni (nel 2009) si è appreso da alcuni filmati che Kurras era un agente sotto copertura della polizia segreta della DDR, ovvero della Stasi, e da lungo tempo membro del Partito Socialista Unificato di Germania, il partito comunista al potere. Tuttavia, il motivo per cui Kurras avrebbe agito, rimane poco chiaro. Gli archivi della Stasi non contengono prove che Kurras agisse sotto i loro ordini quando sparò a Ohnesorg.
Altre foto, sempre provenienti dagli archivi della Stasi, ritraggono Kurras che con una mano si appoggia ad un collega, mentre spara ad Ohnesorg. Un'altra ritrae tre poliziotti che malmenano il corpo ferito di Ohnesorg, mentre un'altra ancora ritrae il capo di Kurras, Helmut Starke, nelle vicinanze della scena del crimine (Starke aveva dichiarato 40 anni prima di non aver mai visto Kurras durante gli scontri).
Addirittura pare che i medici dell'ospedale di Moabit (presso Berlino) rimossero ogni traccia del colpo mortale in testa, andando a ricucire meticolosamente le ferite, falsificando il certificato di morte, scrivendo: «colpito alla testa da un corpo contundente».